# Macedonia di Pirin

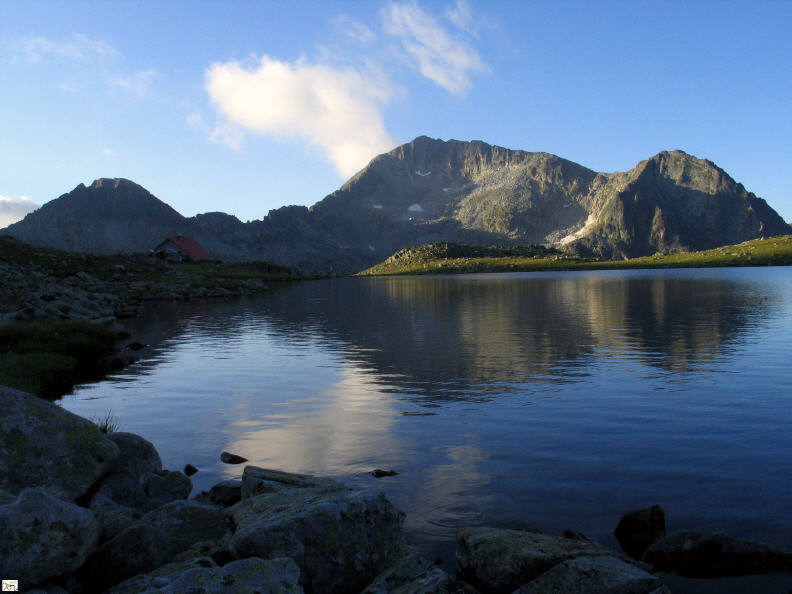
Lago Tevno Vasilashko in montagna Pirin.

La Macedonia di Pirin o Macedonia bulgara (in bulgaro Пиринска Македония; Българска Македония?) ( Pirinska Makedoniya o Bulgarska Makedoniya ) è la terza parte più grande della regione geografica della Macedonia situata nella penisola balcanica, oggi nel sud-ovest della Bulgaria. Questa regione coincide con i confini dell'Oblast di Blagoevgrad, aggiungendo l'area circostante del villaggio di Barakovo della provincia di Kyustendil. Dopo la prima guerra mondiale, Strumica e l'area circostante furono staccate dalla regione e cedute alla Jugoslavia.
Copre un'area di circa 6.798 km² che è il 10.18% della regione geografica della Macedonia. Uno dei centri regionali è Blagoevgrad. La regione confina con la provincia di Kyustendil e la provincia di Sofia a nord, la provincia di Pazardzhik e la provincia di Smolyan a est, la Grecia a sud e la Repubblica della Macedonia del Nord a ovest. La popolazione è stimata intorno a 325.000 persone.

## Etimologia
Il nome di questa regione deriva dai Monti Pirin che sono diffusi nella parte centrale della Macedonia di Pirin. Il nome della montagna Pirin deriva da Perun (in bulgaro Перун?), il dio supremo del pantheon slavo e il dio del tuono e del fulmine. Nell'antichità la catena era chiamata Orbelos dai Traci, che significa "montagna bianca come la neve" in lingua tracia.

## Storia
Di solito si riferisce alla parte della regione della Macedonia attribuita al Regno di Bulgaria dal Trattato di Bucarest (1913). Fino alla prima guerra mondiale, nella regione erano comprese le aree odierne Strumica e Novo Selo, oggi Macedonia del Nord. Dopo la prima guerra mondiale, furono staccati dalla Bulgaria e ceduti al Regno di Jugoslavia.

## Religione

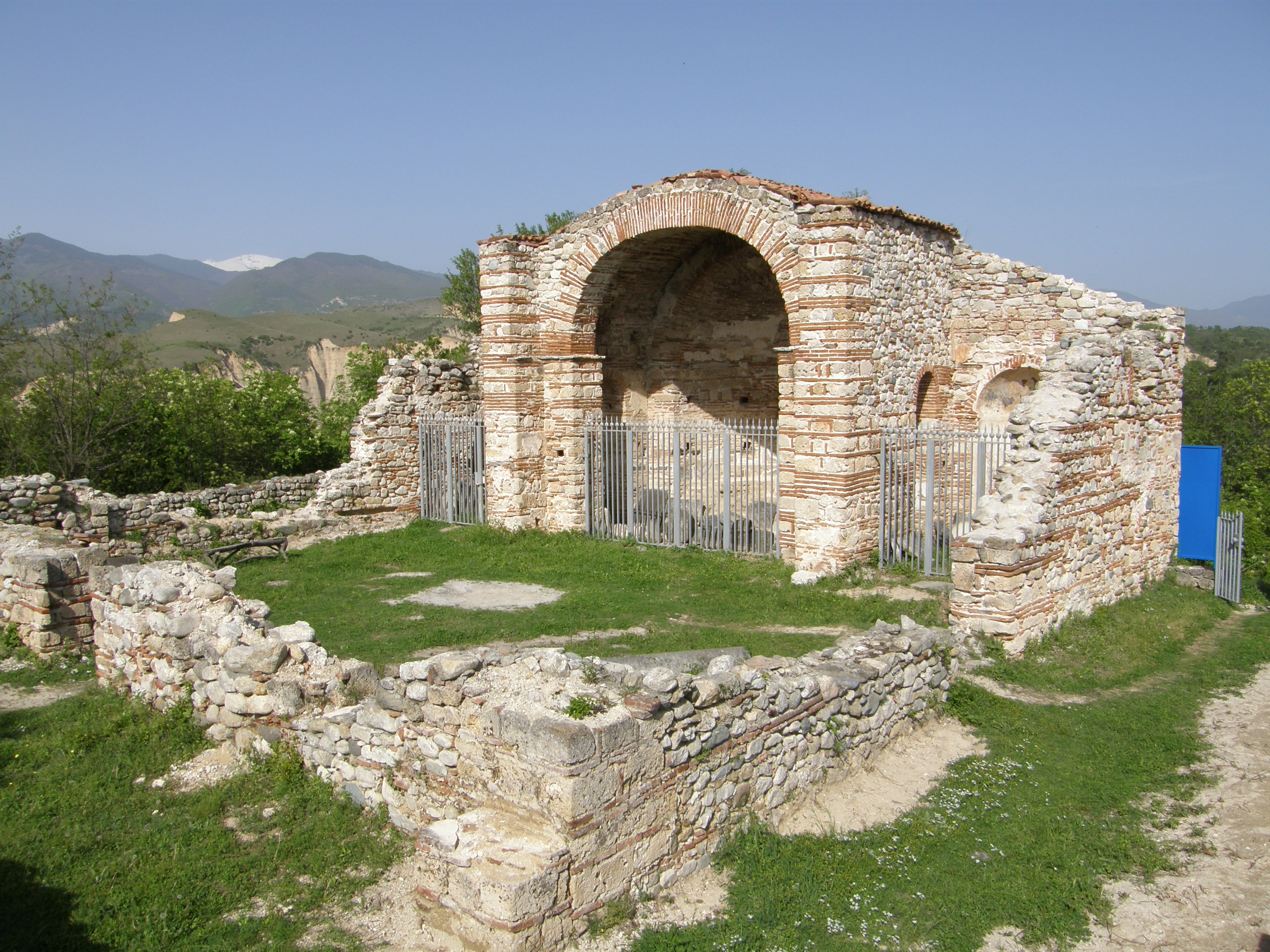
Chiesa di San Nicola, a Melnik (XII secolo)

La religione principale nella regione della Macedonia di Pirinè il cristianesimo, con la maggioranza della popolazione appartenente alla Chiesa ortodossa bulgara. Durante i primi secoli del cristianesimo, questa regione appartenne all'antica provincia romana di Macedonia, e in seguito fu sotto la giurisdizione dell'Arcivescovado di Ohrid, fino al 1767. Durante il periodo del dominio ottomano si registra anche una parziale islamizzazione. A metà del XIX secolo, fu avviato il risveglio nazionale bulgaro e l'esarcato bulgaro di nuova creazione includeva anche la regione della Macedonia di Pirin